# Televisión digital terrestre en Cuba
La Televisión digital terrestre (TDT) es la aplicación de las tecnologías del medio digital (codificación binaria) a la transmisión de contenidos a través de una antena convencional (aérea) y una red de transmisores terrestres.
El estándar de Televisión para terminales fijos y móviles utilizado en la República Popular China, DTMB (Digital Terrestrial Multimedia Broadcast) fue el elegido en Cuba para migrar de la televisión analógica a la televisión digital.

## Historia
La Televisión digital terrestre en Cuba comenzó a desarrollarse en 2012. En mayo de 2013, el Instituto de Investigación y Desarrollo de Telecomunicaciones (Lacetel), anunció que Cuba utilizará la norma china de Transmisión Digital Terrestre Multimedia o DTMB, luego de lo cual comenzaron las transmisiones de prueba en la capital La Habana, donde se realizaron demostraciones en una zona de 45.000 hogares. Así, Cuba inició su entrada al mundo de la televisión digital con la implementación de la definición estándar (SDTV, Standard Definition) y a partir del 2014 se introduce la tecnología de alta definición (HDTV, High Definition).
Con la televisión digital Cuba está llevando a cabo un proceso tecnológico que amplía las opciones de los servicios, implica robustez en la señal, calidad de imagen y sonido, uso eficiente del espectro radioeléctrico, interactividad, movilidad y portabilidad de los equipos receptores. El despliegue del proyecto de televisión digital terrestre facilita el cubrimiento de las zonas débilmente servidas de forma rápida, masiva y dinámica, ya que un solo transmisor puede radiar todos los canales analógicos actuales de manera completamente digitalizada. 
Estas transmisiones se han extendido paulatinamente a otras localidades del interior de la isla y al día de la fecha se han instalado un total de 191 transmisores (141 de definición estándar y 50 de alta definición) a lo largo de todo el país, dando cobertura de la televisión digital terrestre al 76.2% de la población potencial, mientras que en alta definición este indicador sobrepasa el 45.
Cuba ha definido un plan en el cual el apagón debe ocurrir en los canales  Canal Educativo y Canal Educativo 2 no después del año 2025. El apagón ha sido programado en tres zonas que pueden migrar en orden independiente y que responde solo a condiciones técnicas específicas. La numeración de las zonas tampoco tiene que ver con el orden en que será el apagón. La velocidad de la migración dependerá de la disponibilidad económica que tenga el país.

## Señales disponibles

### Señales de televisión nacionales
| Canal | Señal                       | Temática                                 | Multiplex | Propiedad                |
| ----- | --------------------------- | ---------------------------------------- | --- | ------------------------ |
| SD-1  | Cubavisión                  | General                                  | Los multiplex y frecuencias de emisión difieren entre las distintas provincias. Consultar centros transmisores para más detalles. | ICRT - Televisión Cubana |
| SD-2  | Tele Rebelde                | Deportiva                                | Los multiplex y frecuencias de emisión difieren entre las distintas provincias. Consultar centros transmisores para más detalles. | ICRT - Televisión Cubana |
| SD-3  | Canal Educativo             | Educativa                                | Los multiplex y frecuencias de emisión difieren entre las distintas provincias. Consultar centros transmisores para más detalles. | ICRT - Televisión Cubana |
| SD-4  | Canal Educativo 2 - Telesur | General - Informativa                    | Los multiplex y frecuencias de emisión difieren entre las distintas provincias. Consultar centros transmisores para más detalles. | ICRT - Televisión Cubana |
| SD-5  | Multivisión                 | General Internacional                    | Los multiplex y frecuencias de emisión difieren entre las distintas provincias. Consultar centros transmisores para más detalles. | ICRT - Televisión Cubana |
| SD-6  | Canal Habana                | Canal de la capital Compartida con Mi TV | Los multiplex y frecuencias de emisión difieren entre las distintas provincias. Consultar centros transmisores para más detalles. | ICRT - Televisión Cubana |
| SD-7  | Canal Clave                 | Musical                                  | Los multiplex y frecuencias de emisión difieren entre las distintas provincias. Consultar centros transmisores para más detalles. | ICRT - Televisión Cubana |
| HD-1  | Canal Caribe                | Informativo                              | Los multiplex y frecuencias de emisión difieren entre las distintas provincias. Consultar centros transmisores para más detalles. | ICRT - Televisión Cubana |
| HD-2  | Cubavisión HD               | Generalista                              | Los multiplex y frecuencias de emisión difieren entre las distintas provincias. Consultar centros transmisores para más detalles. | ICRT - Televisión Cubana |
| HD-3  | Telerebelde HD              | Deportes                                 | Los multiplex y frecuencias de emisión difieren entre las distintas provincias. Consultar centros transmisores para más detalles. | ICRT - Televisión Cubana |
| HD-4  | RT en EspañolHD             | Noticias internacionales                 | Los multiplex y frecuencias de emisión difieren entre las distintas provincias. Consultar centros transmisores para más detalles. | Federación Rusa          |

### Señales de televisión provinciales
Los telecentros provinciales se encargan de la emisión de programación local para las distintas provincias de Cuba. Emiten en determinadas franjas horarias, fundamentalmente por las tarde cuando el Canal Educativo no está presentando ninguna programación. También en algunas provincias, después de las 18:30 horas continúan su programación territorial por la sexta frecuencia de la Televisión digital.
| Canal               | Área de transmisión | Multiplex | Formato de imagen | Propiedad                |
| ------------------- | ------------------- | --- | ----------------- | ------------------------ |
| Canal Habana        | La Habana           | Los multiplex y frecuencias de emisión difieren entre las distintas provincias. Consultar centros transmisores para más detalles. | SDTV              | ICRT - Televisión Cubana |
| Centrovisión        | Sancti Spíritus     | Los multiplex y frecuencias de emisión difieren entre las distintas provincias. Consultar centros transmisores para más detalles. | SDTV              | ICRT - Televisión Cubana |
| Telecubanacan       | Santa Clara         | Los multiplex y frecuencias de emisión difieren entre las distintas provincias. Consultar centros transmisores para más detalles. | SDTV              | ICRT - Televisión Cubana |
| Perlavisión         | Cienfuegos          | Los multiplex y frecuencias de emisión difieren entre las distintas provincias. Consultar centros transmisores para más detalles. | SDTV              | ICRT - Televisión Cubana |
| Islavisión          | Isla de la Juventud | Los multiplex y frecuencias de emisión difieren entre las distintas provincias. Consultar centros transmisores para más detalles. | SDTV              | ICRT - Televisión Cubana |
| TV Yurumi           | Matanzas            | Los multiplex y frecuencias de emisión difieren entre las distintas provincias. Consultar centros transmisores para más detalles. | SDTV              | ICRT - Televisión Cubana |
| CNC TV Granma       | Granma              | Los multiplex y frecuencias de emisión difieren entre las distintas provincias. Consultar centros transmisores para más detalles. | SDTV              | ICRT - Televisión Cubana |
| Visión Tunera       | Las Tunas           | Los multiplex y frecuencias de emisión difieren entre las distintas provincias. Consultar centros transmisores para más detalles. | SDTV              | ICRT - Televisión Cubana |
| Solvisión           | Guantánamo          | Los multiplex y frecuencias de emisión difieren entre las distintas provincias. Consultar centros transmisores para más detalles. | SDTV              | ICRT - Televisión Cubana |
| TV Ávila            | Ciego de Ávila      | Los multiplex y frecuencias de emisión difieren entre las distintas provincias. Consultar centros transmisores para más detalles. | SDTV              | ICRT - Televisión Cubana |
| Tele Turquino       | Santiago de Cuba    | Los multiplex y frecuencias de emisión difieren entre las distintas provincias. Consultar centros transmisores para más detalles. | SDTV              | ICRT - Televisión Cubana |
| Telecristal         | Holguín             | Los multiplex y frecuencias de emisión difieren entre las distintas provincias. Consultar centros transmisores para más detalles. | SDTV              | ICRT - Televisión Cubana |
| Tele Pinar          | Pinar del Río       | Los multiplex y frecuencias de emisión difieren entre las distintas provincias. Consultar centros transmisores para más detalles. | SDTV              | ICRT - Televisión Cubana |
| Televisión Camagüey | Camagüey            | Los multiplex y frecuencias de emisión difieren entre las distintas provincias. Consultar centros transmisores para más detalles. | SDTV              | ICRT - Televisión Cubana |
| Tele Mayabeque      | Mayabeque           | Los multiplex y frecuencias de emisión difieren entre las distintas provincias. Consultar centros transmisores para más detalles. | SDTV              | ICRT - Televisión Cubana |
| ArTV                | Artemisa            | Los multiplex y frecuencias de emisión difieren entre las distintas provincias. Consultar centros transmisores para más detalles. | SDTV              | ICRT - Televisión Cubana |

## Centros transmisores

### Centros transmisores para SDTV y HDTV[3]
| Provincia de emplazamiento | Centro transmisor                        | Multiplex SDTV            | Multiplex HDTV |
| -------------------------- | ---------------------------------------- | ------------------------- | -------------- |
| La Habana                  | Televilla                                | 38 UHF SDTV               | 36 UHF HDTV    |
| La Habana                  | Lawton                                   | 31 UHF SDTV               |                |
| La Habana                  | Guanabo                                  | 17 UHF SDTV               |                |
| La Habana                  | Alamar                                   | 51 UHF SDTV               |                |
| La Habana                  | Vedado                                   | 12 VHF SDTV / 48 UHF SDTV | 50 UHF HDTV    |
| Pinar del Río              | Centro transmisor Cabo de San Antonio    | 14 UHF SDTV               |                |
| Pinar del Río              | La Capitana                              | 39 UHF SDTV               |                |
| Pinar del Río              | Guanito                                  | 36 UHF SDTV               |                |
| Pinar del Río              | Cajalbana                                | 28 UHF SDTV               |                |
| Pinar del Río              | Viñales                                  | 43 UHF SDTV               |                |
| Artemisa                   | Salón                                    | 13 VHF SDTV               | 47 UHF HDTV    |
| Mayabeque                  | Centro transmisor Catalina de Guines     | 50 UHF SDTV               |                |
| Mayabeque                  | Centro transmisor Jaruco                 | 26 UHF SDTV               |                |
| Mayabeque                  | Centro transmisor Santa Cruz del Norte   | 35 UHF SDTV               |                |
| Mayabeque                  | Centro transmisor S. Jose de Las Lajas   | 34 UHF SDTV               |                |
| Matanzas                   | Centro transmisor La Cumbre              | 31 UHF SDTV               |                |
| Matanzas                   | Centro transmisor Jacán                  | 45 UHF SDTV               | 51 UHF HDTV    |
| Matanzas                   | Centro transmisor El Brinco              | 25 UHF SDTV               |                |
| Matanzas                   | Centro transmisor Varadero               | 26 UHF SDTV               |                |
| Villa Clara                | Centro transmisor Corralillo             | 34 UHF SDTV               |                |
| Villa Clara                | Centro transmisor Loma Dos Hermanas      | 13 VHF SDTV               | 32 UHF HDTV    |
| Villa Clara                | Centro transmisor Caibarién              | 22 UHF SDTV               |                |
| Villa Clara                | Centro transmisor Sagua La Roca          | 28 UHF SDTV               |                |
| Cienfuegos                 | Centro transmisor Cienfuegos             | 27 UHF SDTV               |                |
| Sancti Spíritus            | Centro transmisor Topes de Collantes     | 43 UHF SDTV               |                |
| Sancti Spíritus            | Centro transmisor La Vigía               | 46 UHF SDTV               |                |
| Sancti Spíritus            | Centro transmisor El Pedrero             | 45 UHF SDTV               |                |
| Sancti Spíritus            | Centro transmisor San Isidro             | 29 UHF SDTV               | 28 UHF HDTV    |
| Sancti Spíritus            | Centro transmisor Las Llanadas           | 50 UHF SDTV               |                |
| Ciego de Ávila             | Centro transmisor Chambas                | 29 UHF SDTV               |                |
| Ciego de Ávila             | Centro transmisor Cafetal                | 41 UHF SDTV               |                |
| Ciego de Ávila             | Centro transmisor Ciego de Ávila         | 33 UHF SDTV               |                |
| Camagüey                   | Centro transmisor Santa Cruz del Sur     | 22 UHF SDTV               |                |
| Camagüey                   | Centro transmisor TV Camagúey            | 36 UHF SDTV               |                |
| Camagüey                   | Centro transmisor Nuevitas               | 28 UHF SDTV               |                |
| Las Tunas                  | Centro transmisor Amancio                | 28 UHF SDTV               |                |
| Las Tunas                  | Centro transmisor TV Tunas               | 33 UHF SDTV               |                |
| Las Tunas                  | Centro transmisor Puerto Padre           | 47 UHF SDTV               |                |
| Holguín                    | Centro transmisor Loma de la Cruz/Ciudad | 39 UHF SDTV               | 50 UHF HDTV    |
| Holguín                    | Centro transmisor Miraflores             | 43 UHF SDTV               |                |
| Holguín                    | Centro transmisor El Ramón               | 41 UHF SDTV               |                |
| Holguín                    | Centro transmisor Yaguajay               | 44 UHF SDTV               |                |
| Granma                     | Centro transmisor Manzanillo             | 50 UHF SDTV               |                |
| Granma                     | Centro transmisor Cabo Cruz              | 24 UHF SDTV               |                |
| Granma                     | Centro transmisor El Mamey               | 27 UHF SDTV               |                |
| Granma                     | Centro transmisor Caridad de Mota        | 25 UHF SDTV               |                |
| Granma                     | Centro transmisor Victorino              | 31 UHF SDTV               |                |
| Granma                     | Centro transmisor Bayamo                 | 28 UHF SDTV               |                |
| Santiago de Cuba           | Centro transmisor Tabacal                | 29 UHF SDTV               |                |
| Santiago de Cuba           | Centro transmisor Boniato                | 33 UHF SDTV               | 38 UHF HDTV    |
| Santiago de Cuba           | Centro transmisor Yerba de Guinea        | 39 UHF SDTV               |                |
| Santiago de Cuba           | Centro transmisor Tercer Frente          | 23 UHF SDTV               |                |
| Guantánamo                 | Centro transmisor Majaraya               | 51 UHF SDTV               |                |
| Guantánamo                 | Centro transmisor Los Guineos            | 38 UHF SDTV               |                |
| Guantánamo                 | Centro transmisor Taller Radiocuba       | 40 UHF SDTV               |                |
| Isla de la Juventud        | Centro transmisor Cierra Caballos        | 41 UHF SDTV               |                |
| Isla de la Juventud        | Centro transmisor Cocodrilos             | 46 UHF SDTV               |                |